# NK Bilogorac Šemovci
Nogometni klub "Bilogorac" (NK "Bilogorac"; "Bilogorac" Šemovci; "Bilogorac") je bio nogometni klub iz Šemovaca, općina Virje, Koprivničko-križevačka županija, Republika Hrvatska. 
 
Klupska boja je bila zelena. 

## O klubu
NK "Bilogorac" je osnovan 2007,. godine kao drugi klub u Šemovcima uz postojeći NK "Šemovci". Klub je ime dobio po bivšem istoimenom klubu iz Šemovca osnovanog 1956. godine. Klub je s ligaškim nastupima počeo 2008. godine u 3. ŽNL Koprivničko-križevačkoj, te kasnije u 3. ŽNL Koprivničko-križevačkoj. Klub se ligaški natjecao do 2016. godine, te je potom prestao s djelovanjem. Klub je također redovito organizirao malonogometni turnir. 

## Uspjesi
3. ŽNL Koprivničko-križevačka
- drugoplasirani: 2010./11. (Đurđevac)

## Pregled plasmana po sezonama
| sezona    | rang lige | liga                                     | dio lige  | poz.      | klubova u ligi | ut        | pob       | ner       | por       | gol+      | gol-      | bod       | napomene  | izvori    |
| Bilogorac | Bilogorac | Bilogorac                                | Bilogorac | Bilogorac | Bilogorac      | Bilogorac | Bilogorac | Bilogorac | Bilogorac | Bilogorac | Bilogorac | Bilogorac | Bilogorac | Bilogorac |
| --------- | --------- | ---------------------------------------- | --------- | --------- | -------------- | --------- | --------- | --------- | --------- | --------- | --------- | --------- | --------- | --------- |
| 2008./09. | VIII.     | 4. ŽNL Koprivničko-križevačka            |           | 3.        | 14             | 26        | 16        | 1         | 9         | 58        | 47        | 49        |           |           |
| 2009./10. | VII.      | 3. ŽNL Koprivničko-križevačka – Đurđevac |           | 3.        | 8 (9)          | 15        | 7         | 4         | 4         | 26        | 14        | 25        |           |           |
| 2010./11. | VII.      | 3. ŽNL Koprivničko-križevačka – Đurđevac |           | 2.        | 7              | 18        | 11        | 3         | 4         | 40        | 26        | 36        |           |           |
| 2011./12. | VI.       | 3. ŽNL Koprivničko-križevačka – Đurđevac |           | 6.        | 10             | 18        | 8         | 3         | 7         | 40        | 35        | 27        |           |           |
| 2012./13. | VI.       | 3. ŽNL Koprivničko-križevačka – Đurđevac |           | 6.        | 8 (9)          | 15        | 4         | 3         | 8         | 17        | 26        | 15        |           |           |
| 2013./14. | VI.       | 3. ŽNL Koprivničko-križevačka – Đurđevac |           | 11.       | 11             | 20        | 2         | 3         | 15        | 23        | 55        | 9         |           |           |
| 2014./15. | VII.      | 3. ŽNL Koprivničko-križevačka – Đurđevac |           | 6.        | 10             | 18        | 6         | 3         | 9         | 35        | 48        | 21        |           |           |
| 2015./16. | VII.      | 3. ŽNL Koprivničko-križevačka – Đurđevac |           | 9.        | 10             | 18        | 5         | 0         | 13        | 23        | 46        | 15        |           |           |
|           |           |                                          |           |           |                |           |           |           |           |           |           |           |           |           |
|           |           |                                          |           |           |                |           |           |           |           |           |           |           |           |           |

## Unutarnje poveznice
- Šemovci
- NK Šemovci

## Vanjske poveznice
- nk-bilogorac.com, wayback arhiva
- Nk Bilogorac Šemovci, facebook stranica
- semovci.hr, NK Bilogorac  Arhivirana inačica izvorne stranice od 15. svibnja 2021. (Wayback Machine)
- sportilus.com, NOGOMETNI KLUB BILOGORAC ŠEMOVCI